# Distrito de Shupluy
El distrito de Shupluy es uno de los ocho que conforman la provincia de Yungay, ubicada en el departamento de Ancash en el Perú.

## Historia
El distrito fue creado mediante Ley del 2 de enero de 1857, en el gobierno del Presidente Ramón Castilla.

## Capital
Su capital es la localidad de Shupluy.

## Yacimiento arqueológico
En la jurisdicción del distrito se halla la Cueva del guitarrero, restos de los orígenes de la agricultura y de la horticultura, se ha encontrado frijol (judía), maíz, etc. Ha sido cantado por el estro del bardo cajamarquino, Mario Florián; cuyos versos aparecieron en Ancash actual de Cristóbal Bustos Chávez.

## Autoridades

### Municipales
- 2019 - 2022[2]
  - Alcalde: Rita Edith Atanacio Romero, del Movimiento Independiente Regional Río Santa Caudaloso.
  - Regidores:

  1. Jaime Jesús Evaristo Bautista (Movimiento Independiente Regional Río Santa Caudaloso)
  2. Luis Juan Chilca Milla (Movimiento Independiente Regional Río Santa Caudaloso)
  3. Ambrocio Isac Gerónimo Méndez (Movimiento Independiente Regional Río Santa Caudaloso)
  4. Sonia Margarita Bautista Mendoza (Movimiento Independiente Regional Río Santa Caudaloso)
  5. Escudero Yulino Méndez Apolinario (Movimiento Independiente Regional Áncash a la Obra)

Alcaldes anteriores
- 2015-2018: José Antonio Romero Jara, de Alianza para el Progreso.
- 2011-2014:[3] Guillermo Julián Ybarra Giraldo, del Movimiento Acción Nacionalista Peruano (MANP).
- 2007-2010: Guillermo Julián Ybarra Giraldo.

## Personas destacadas
- Rubén Romero Méndez es natural de este distrito, él fue autor de textos durante 40 años en el siglo XX; escribió libros de texto de matemática para secundaria y divulgó matemática recreativa en La Prensa de Lima[4]